# Rovensko (district de Šumperk)
Pour les articles homonymes, voir Rovensko.
Rovensko (en allemand : Rowenz) est une commune du district de Šumperk, dans la région d'Olomouc, en Tchéquie. Sa population s'élevait à 841 habitants en 2023.

## Géographie
Rovensko se trouve à 3 km au nord de Zábřeh, à 11 km au sud-ouest de Šumperk, à 45 km au nord-ouest d'Olomouc et à 176 km à l'est-sud-est de Prague.
La commune est limitée par Postřelmůvek au nord, par Postřelmov à l'est, par Zábřeh au sud, et par Svébohov à l'ouest.

## Histoire
La première mention écrite de la localité date de 1373.

## Galerie

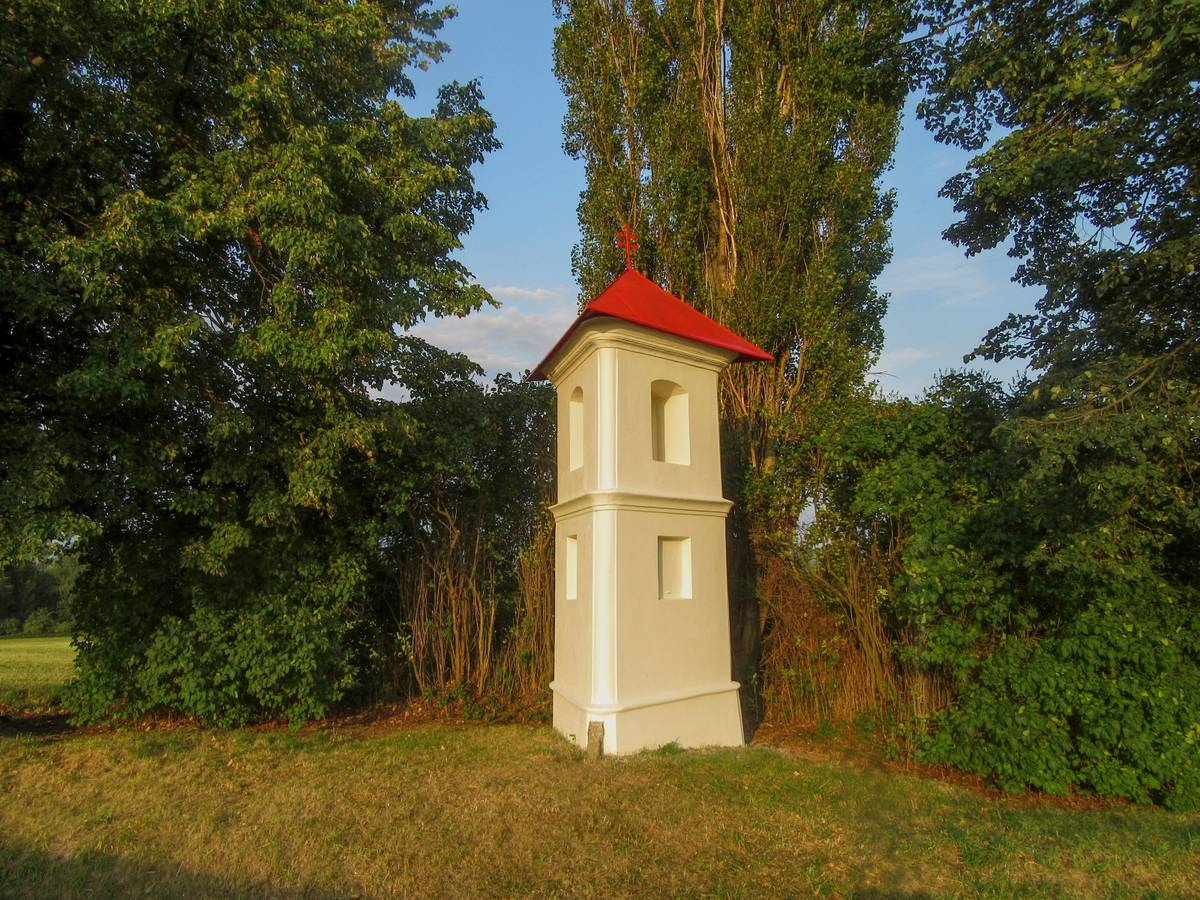
Sanctuaire à colonnes à Rovensko.
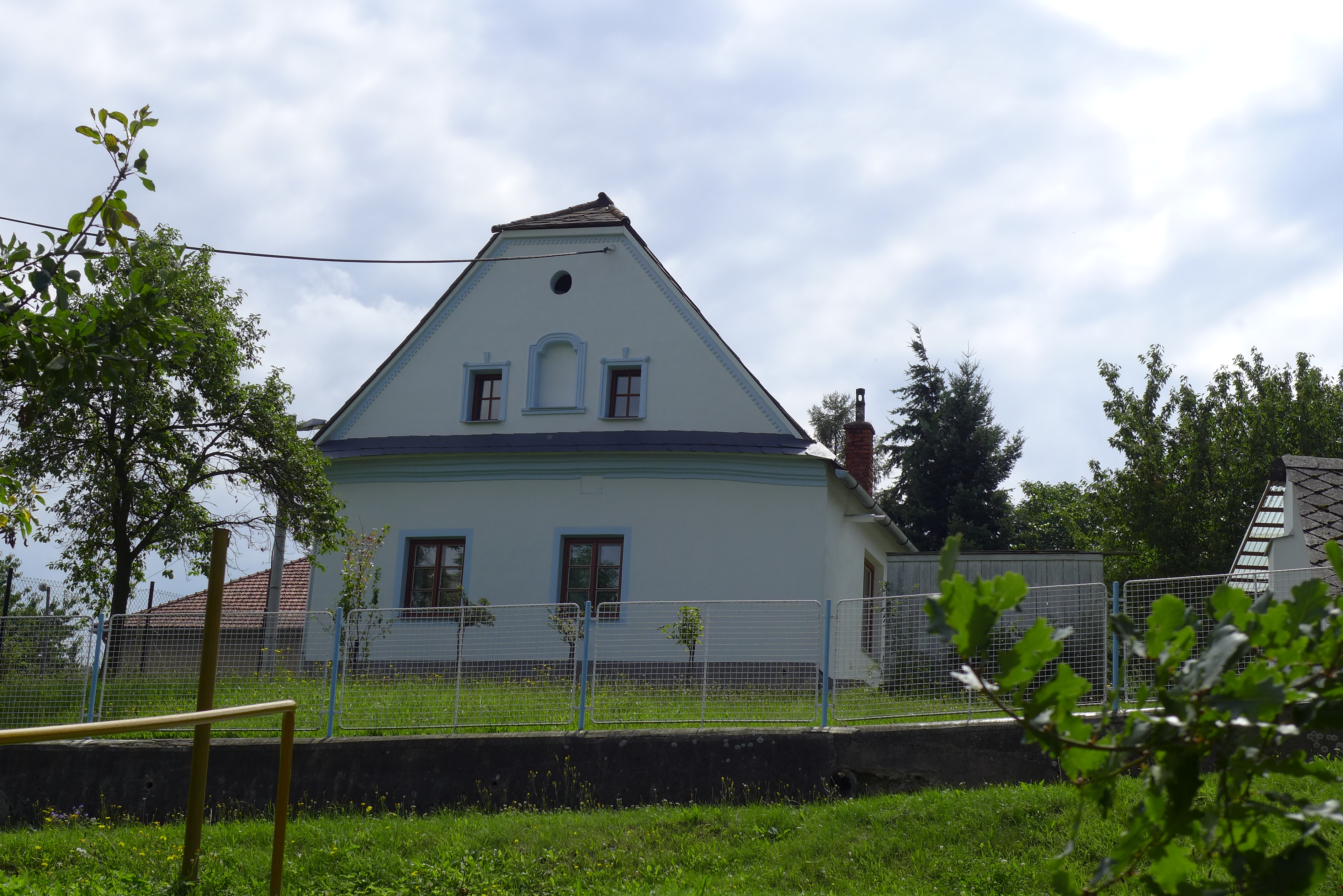
MAison à Rovensko.

## Transports
Par la route, Rovensko se trouve à 3,2 km de Zábřeh, à 12 km de Šumperk, à 49 km d'Olomouc et à 221 km de Prague.